# Ibis Styles

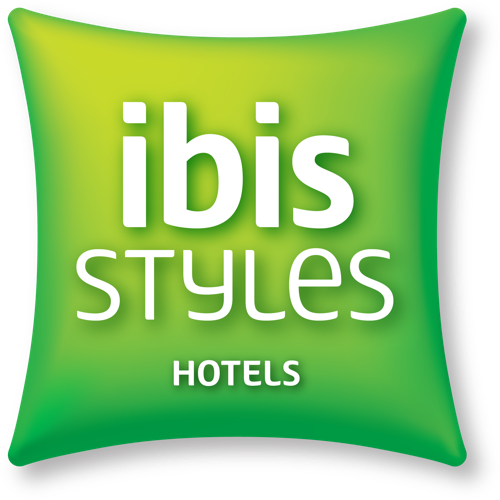
Logo Ibis Styles

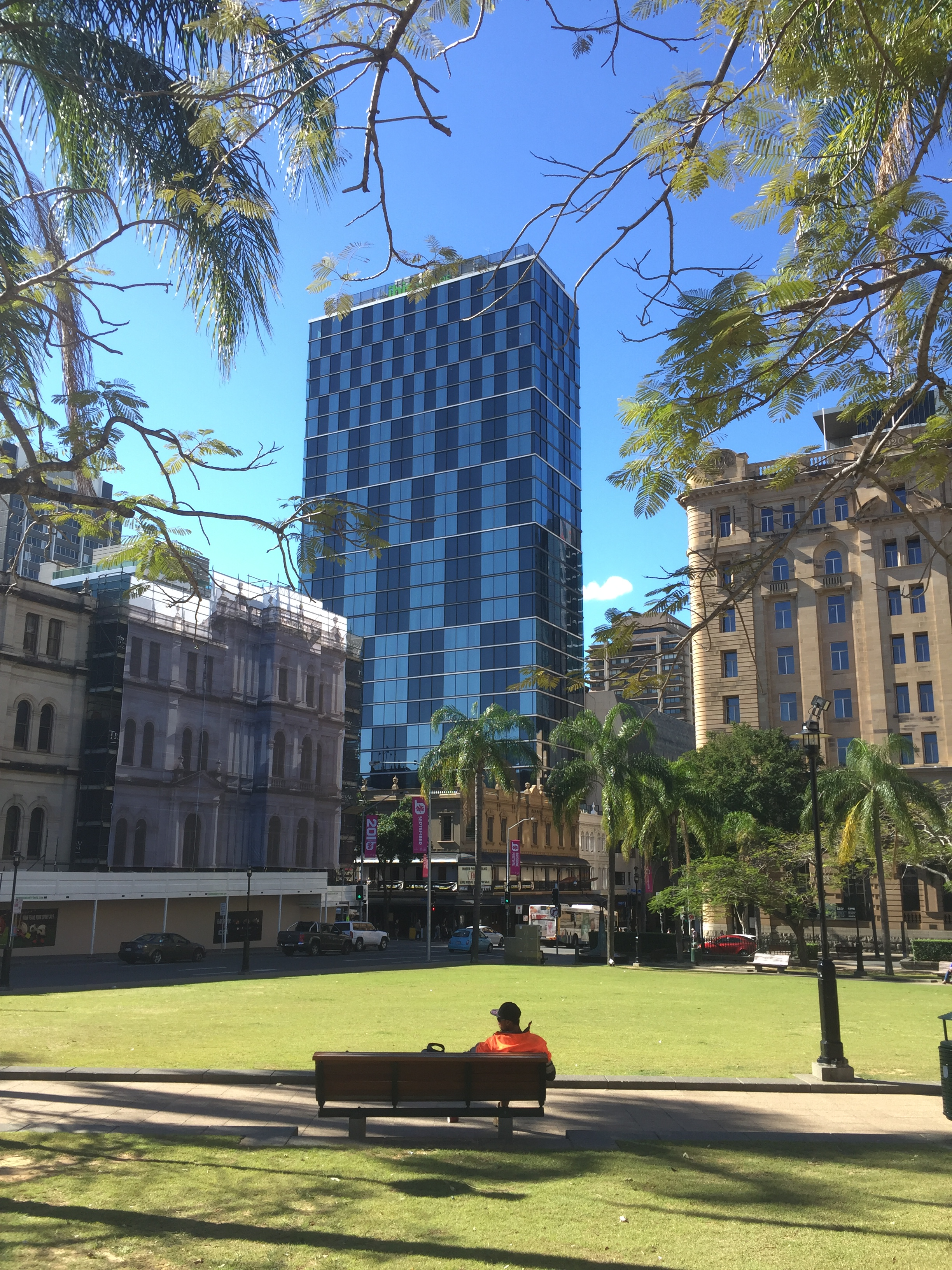
Hotel Ibis Styles w Brisbane, Australia, fot. 2016 r.

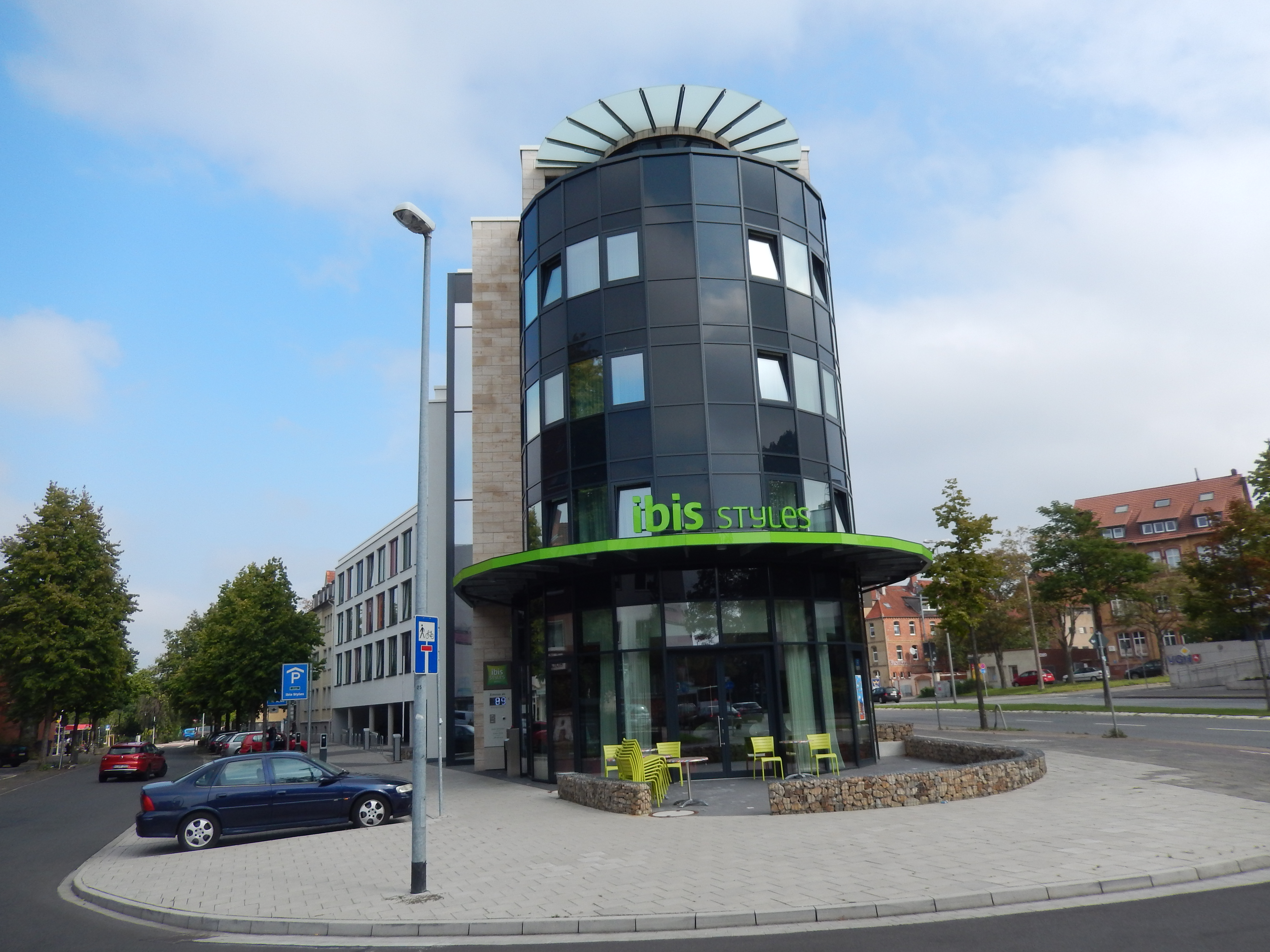
Hotel Ibis Styles w Hildesheim, Niemcy, fot. 2015 r.

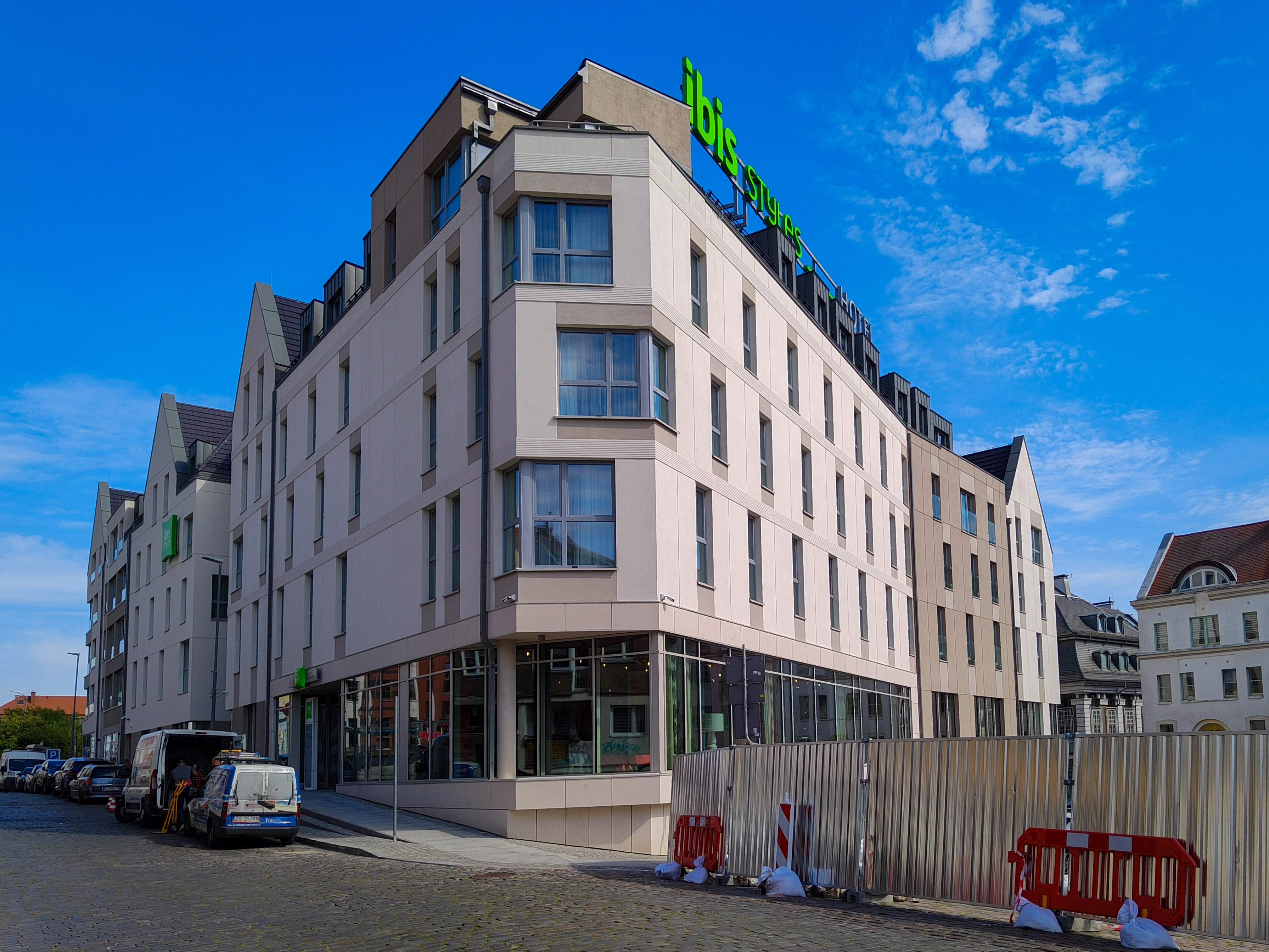
Hotel Ibis Styles w Szczecinie

Ibis Styles – międzynarodowa sieć hotelowa należąca do Accor. Na świecie pod marką Ibis Styles na koniec 2015 funkcjonowało ponad 300 hoteli z blisko 30000 pokojami w 30 krajach.

## Hotele Ibis Styles w Polsce
Do sieci w Polsce należą następujące hotele:
- Bolesławiec – Ibis Styles Bolesławiec
- Białystok – Ibis Styles Białystok
- Bielsko-Biała – Ibis Styles Bielsko-Biała (dawny hotel Orbis Magura)
- Gniezno – Ibis Styles Gniezno Stare Miasto
- Grudziądz – Ibis Styles Grudziądz
- Kraków – Ibis Styles Kraków East
- Kraków – Ibis Styles Kraków Centrum
- Lublin – Ibis Styles Lublin Stare Miasto
- Nowy Sącz – Ibis Styles Nowy Sącz
- Nowy Targ – Ibis Styles Nowy Targ
- Siedlce – Ibis Styles Siedlce
- Szczecin – Ibis Styles Szczecin Stare Miasto
- Wałbrzych – Ibis Styles Wałbrzych
- Warszawa – Ibis Styles Warszawa Airport
- Warszawa – Ibis Styles Warszawa Centrum
- Warszawa – Ibis Styles Warszawa City
- Warszawa – Ibis Styles Warszawa West[1]
- Wrocław – Ibis Styles Wrocław Centrum